# İstanbul Futbol Ligi 1909/10
Die İstanbul Futbol Ligi 1909/10 war die sechste ausgetragene Saison der İstanbul Futbol Ligi. Meister wurde zum zweiten Mal Galatasaray Istanbul.
An der städtischen Meisterschaft nahmen, mit dem Liga-Neuling Strugglers FC, insgesamt sechs Mannschaften teil. Fenerbahçe Istanbul und Cadi-Keuy FC schlossen sich für die Spiele gegen Galatasaray und Strugglers FC zusammen.

## Statistiken

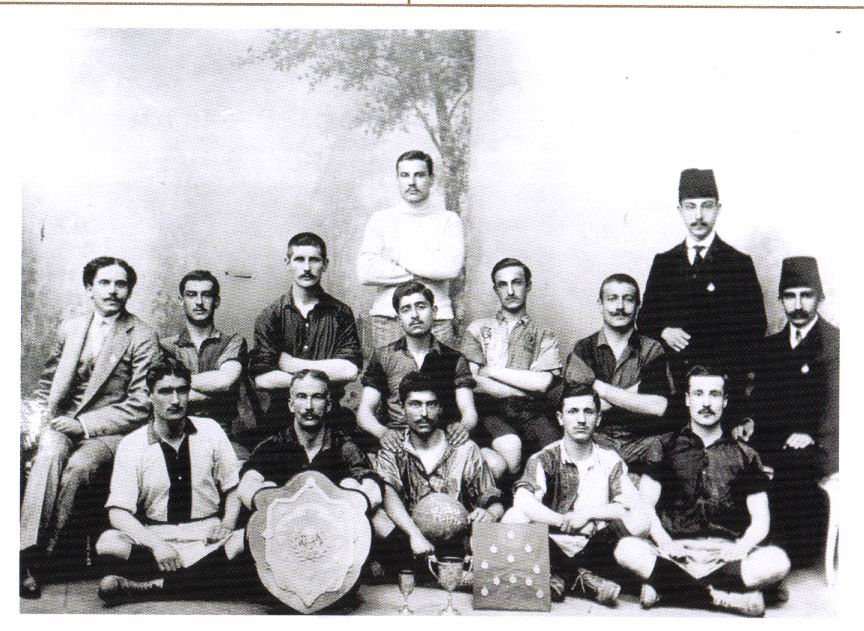
Galatasaray Istanbul, İstanbul Futbol Ligi 1909/10-Sieger. Obere Reihe (von links nach rechts): Ahmed Robenson, Refik Cevdet Kalpakçıoğlu
mittlere Reihe Ali Sami Yen, Stelyo, Milo Bakiç, Hasan, Bojkoff, Bekir Sıtkı Bircan, Asım Tevfik Sonumut vordere Reihe: Cyril, Fuat Hüsnü Kayacan, Celal İbrahim, İdris und Emin Bülend Serdaroğlu.

### Abschlusstabelle
Punktesystem
Sieg: 2 Punkte, Unentschieden: 1 Punkt, Niederlage: 0 Punkte
| Pl. | Verein               | Sp. | S | U | N | Tore    | Diff. | Punkte |
| --- | -------------------- | --- | - | - | - | ------- | ----- | ------ |
| 1.  | Galatasaray Istanbul | 7   | 7 | 0 | 0 | 024:200 | +22   | 14     |
| 2.  | Cadi-Keuy FC         | 5   | 1 | 3 | 1 | 013:700 | +6    | 05     |
| 3.  | Strugglers FC        | 7   | 1 | 3 | 3 | 011:170 | −6    | 05     |
| 4.  | Elpis FC             | 5   | 2 | 0 | 3 | 011:130 | −2    | 04     |
| 5.  | Moda FC              | 6   | 1 | 2 | 3 | 005:190 | −14   | 04     |
| 6.  | Fenerbahçe Istanbul  | 2   | 0 | 0 | 2 | 000:600 | −6    | 0      |

## Kreuztabelle
Die Kreuztabelle stellt die Ergebnisse aller Spiele dieser Saison dar. Die Heimmannschaft ist in der linken Spalte, die Gastmannschaft in der oberen Zeile aufgelistet.
| 1909/10              | Galatasaray Istanbul | CKF | STR | ELP | MOD | Fenerbahçe Istanbul |
| -------------------- | -------------------- | --- | --- | --- | --- | ------------------- |
| Galatasaray Istanbul |                      | :   | 4:1 | 1:0 | 8:0 | 3:0                 |
| Cadi-Keuy FC         | 0:1                  |     | 4:4 | 7:0 | :   | :                   |
| Strugglers FC        | 1:5                  | 2:2 |     | 0:2 | :   | :                   |
| Elpis FC             | :                    | :   | :   |     | 7:2 | :                   |
| Moda FC              | 0:2                  | 0:0 | 0:0 | 3:2 |     | :                   |
| Fenerbahçe Istanbul  | :                    | :   | 0:3 | :   | :   |                     |

## Die Meistermannschaft von Galatasaray Istanbul
| 1. | Galatasaray Istanbul |
|    | - Tor: Ahmet Robenson (3/–) - Abwehr: Milija Bakić (1/–), Bekir Sıtkı Bircan (3/–), Todor Bojkoff (2/–), Dalaklı Hüseyin (2/–), Mustafa Bey (1/–) - Mittelfeld: Sabri Mahir (1/–), Horace Armitage (3/–), Hasan Basri Bey (3/–), Celal İbrahim Bey (3/–) - Angriff: İdris Bey (1/–), Fuad Hüsnü Kayacan (3/–), Emin Bülent Serdaroğlu (3/2), Steryo (2/–), Rowland Rees (2/–), Highton (2/–) - Trainer: Horace Armitage ( England) |